# 戈万 (南卡罗来纳州)
戈万（英文：Govan），是美国南卡罗来纳州下属的一座城市。城市类型是“Town”。其面积大约为0.75平方英里（1.95平方公里）。根据2010年美国人口普查，该市有人口65人，人口密度约为每平方 英里86.44人（约合每平方公里33.37人）。